# レイチェル・マッキラン
レイチェル・マッキラン（Rachel McQuillan, 1971年12月2日 - ）は、オーストラリア・ニューサウスウェールズ州メアウェザー出身の元女子プロテニス選手。1992年のバルセロナ五輪女子ダブルスで、ニコル・プロビスとペアを組んで銅メダルを獲得した選手である。自己最高ランキングはシングルス28位、ダブルス15位。WTAツアーでシングルスの優勝はなかったが（準優勝6回）、ダブルスで5勝を挙げた。

## 来歴
1987年にプロ入り。
4大大会シングルスでは1990年全豪オープン、1991年全豪オープン、1991年全仏オープン、1997年全米オープンの4度の4回戦進出がある。
1992年バルセロナ五輪でオリンピックに初出場した。シングルスは1回戦でベルギーのサビーネ・アペルマンスに 3-6, 3-6 で敗れたが、ニコル・プロビスと組んだダブルスではベスト4に進出した。準決勝でスペインのアランチャ・サンチェス・ビカリオ&コンチタ・マルティネス組に 1-6, 2-6 で敗れた、この大会では準決勝敗退選手2組による「銅メダル決定戦」がなかったため、マッキランは銅メダルを獲得している。1996年アトランタ五輪にも出場したが、1回戦で南アフリカのアマンダ・クッツァーに 4-6, 6-7(5) で敗れた。
マッキランはシングルスでは6度決勝に進出したが、いずれも準優勝に終わりWTAタイトルの獲得はならなかった。ダブルスでは、2001年ジャパン・オープンでリーゼル・フーバーと組んで優勝するなど5勝を挙げた。
マッキランは2003年に32歳で現役を引退した。引退から4年後の2007年に下部ツアーである名古屋でのサーキット大会のダブルスに出場しベスト4に進出している。

## WTAツアー決勝進出結果

### シングルス: 6回 (0勝6敗)
| 大会グレード         |
| -------------------- |
| グランドスラム (0–0) |
| ティア I (0–0)       |
| ティア II (0–0)      |
| ティア III (0–1)     |
| ティア IV & V (0–5)  |

| 結果   | No. | 決勝日        | 大会           | サーフェス | 対戦相手                       | スコア        |
| ------ | --- | ------------- | -------------- | ---------- | ------------------------------ | ------------- |
| 準優勝 | 1.  | 1989年9月16日 | アテネ         | クレー     | セシリア・ダルマン             | 3–6, 6–1 5–7  |
| 準優勝 | 2.  | 1990年1月7日  | ブリスベン     | ハード     | ナターシャ・ズベレワ           | 4–6, 0–6      |
| 準優勝 | 3.  | 1990年9月16日 | キッツビュール | クレー     | クラウディア・コーデ＝キルシュ | 6–7, 4–6      |
| 準優勝 | 4.  | 1991年5月26日 | ストラスブール | クレー     | ラドカ・ズルバコバ             | 6–7, 6–7      |
| 準優勝 | 5.  | 1992年1月5日  | ブリスベン     | ハード     | ニコル・プロビス               | 3–6, 2–6      |
| 準優勝 | 6.  | 1994年1月15日 | ホバート       | ハード     | 遠藤愛                         | 1–6, 7–6, 4–6 |

### ダブルス: 16回 (5勝11敗)
| 結果   | No. | 決勝日        | 大会           | サーフェス        | パートナー                 | 対戦相手                                        | スコア        |
| ------ | --- | ------------- | -------------- | ----------------- | -------------------------- | ----------------------------------------------- | ------------- |
| 準優勝 | 1.  | 1990年2月4日  | 東京           | カーペット (室内) | ジョー＝アン・フォール     | ジジ・フェルナンデス エリザベス・スマイリー     | 2–6, 2–6      |
| 準優勝 | 2.  | 1990年9月30日 | バイヨンヌ     | カーペット (室内) | ジョー＝アン・フォール     | ルイーズ・フィールド カトリーヌ・タンヴィエ     | 6–7, 7–6, 6–7 |
| 優勝   | 1.  | 1991年8月25日 | スケネクタディ | ハード            | クラウディア・ポーヴィック | ニコル・アレント シャナン・マッカーシー         | 6–2, 6–4      |
| 準優勝 | 3.  | 1991年9月29日 | バイヨンヌ     | カーペット (室内) | カトリーヌ・タンヴィエ     | パトリシア・タラビーニ ナタリー・トージア       | 3–6, 途中棄権 |
| 準優勝 | 4.  | 1992年2月9日  | 大阪           | カーペット (室内) | サンディ・コリンズ         | レネ・スタブス ヘレナ・スコバ                   | 6–3, 4–6, 5–7 |
| 準優勝 | 5.  | 1992年5月3日  | ターラント     | クレー            | ラドカ・ズルバコバ         | アマンダ・クッツァー イネス・ゴロチャテギ       | 6–4, 3–6, 6–7 |
| 準優勝 | 6.  | 1992年9月14日 | パリ           | クレー            | ノエル・ファン・ロッタム   | パトリシア・タラビーニ サンドラ・チェッキーニ   | 5–7, 1–6      |
| 優勝   | 2.  | 1993年8月29日 | スケネクタディ | ハード            | クラウディア・ポーヴィック | フロレンシア・ラバト バルバラ・リットナー       | 4–6, 6–4, 6–2 |
| 優勝   | 3.  | 1993年9月19日 | 香港           | ハード            | カリン・クシュベント       | デビー・グラハム マリアン・ウィットマイヤー     | 1–6, 7–6 6–2  |
| 準優勝 | 7.  | 1994年1月9日  | ブリスベン     | ハード            | ジェニー・バーン           | ローラ・ゴラルサ ナタリア・メドベデワ           | 3–6, 1–6      |
| 準優勝 | 8.  | 1994年1月16日 | ホバート       | ハード            | ジェニー・バーン           | リンダ・ワイルド チャンダ・ルビン               | 5–7, 6–4, 6–7 |
| 準優勝 | 9.  | 1994年8月7日  | サンディエゴ   | ハード            | ジンジャー・ニールセン     | ヤナ・ノボトナ アランチャ・サンチェス・ビカリオ | 3–6, 3–6      |
| 準優勝 | 10. | 1997年5月19日 | エディンバラ   | クレー            | 宮城ナナ                   | ニコル・アレント マノン・ボーラグラフ           | 1–6, 6–3, 7–5 |
| 準優勝 | 11. | 1998年5月23日 | マドリード     | クレー            | ニコル・プラット           | フロレンシア・ラバト ドミニク・ファン・ルースト | 3–6, 1–6      |
| 優勝   | 4.  | 2000年6月18日 | バーミンガム   | 芝                | リサ・マクシア             | カーラ・ブラック イリーナ・セリュティナ         | 6–3, 7–6(5)   |
| 優勝   | 5.  | 2001年10月7日 | 東京           | ハード            | リーゼル・フーバー         | ジャネット・リー ウィン・プラクスヤ             | 6–2, 6–0      |

## 4大大会シングルス成績
略語の説明
| W | F | SF | QF | #R | RR | Q# | LQ | A | Z# | PO | G | S | B | NMS | P | NH |

W=優勝, F=準優勝, SF=ベスト4, QF=ベスト8, #R=#回戦敗退, RR=ラウンドロビン敗退, Q#=予選#回戦敗退, LQ=予選敗退, A=大会不参加, Z#=デビスカップ/BJKカップ地域ゾーン, PO=デビスカップ/BJKカッププレーオフ, G=オリンピック金メダル, S=オリンピック銀メダル, B=オリンピック銅メダル, NMS=マスターズシリーズから降格, P=開催延期, NH=開催なし.
| 大会           | 1998 | 1989 | 1990 | 1991 | 1992 | 1993 | 1994 | 1995 | 1996 | 1997 | 1998 | 1999 | 2000 | 2001 | 2002 | 2003 | 通算成績 |
| -------------- | ---- | ---- | ---- | ---- | ---- | ---- | ---- | ---- | ---- | ---- | ---- | ---- | ---- | ---- | ---- | ---- | -------- |
| 全豪オープン   | 1R   | 1R   | 4R   | 4R   | 3R   | 1R   | 3R   | 1R   | 1R   | 1R   | 1R   | 2R   | 1R   | 1R   | 1R   | 1R   | 11–16    |
| 全仏オープン   | LQ   | 1R   | 1R   | 4R   | A    | 2R   | 1R   | 1R   | 1R   | 1R   | 1R   | A    | LQ   | 3R   | LQ   | LQ   | 6–10     |
| ウィンブルドン | LQ   | A    | 2R   | 1R   | 1R   | 2R   | 2R   | 2R   | LQ   | 1R   | 1R   | A    | LQ   | 1R   | LQ   | LQ   | 4–9      |
| 全米オープン   | LQ   | 1R   | 2R   | 2R   | 3R   | 1R   | 1R   | 1R   | LQ   | 4R   | 1R   | LQ   | 1R   | 2R   | LQ   | LQ   | 8–11     |